# Self-Portrait
《Self-Portrait》為林峯第六張個人粵語專輯（亦為第七張個人專輯），此專輯於2012年8月17日推出發行，隨碟附送4首Music Video。

## 曲目列表
《Self-Portrait》共收錄了11首歌曲及4首歌曲的音樂錄影帶（包括「頑石」、「Because of You」、「一刀切」、「I'm Okay」）。
| 次序 | 歌曲名稱         | 作曲                       | 填詞   | 編曲                               | 監製             | 備註           |
| 1    | 頑石             | Christopher Chak           | 林夕   | Ted Lo                             | Alvin Leong      | 第一首派台歌   |
| 2    | 寂寞星球         | C.Y.Kong                   | 林若寧 | C.Y.in London                      | Alvin Leong      |                |
| 3    | 年時             | 楊淽                       | 小克   | 李智胜                             | Alvin Leong      |                |
| 4    | 暗中作樂         | 葉秀雯                     | 林若寧 | C.Y.Kong                           | Alvin Leong      |                |
| 5    | 一刀切           | C.Y.Kong／Pam Chung 鍾達茵 | 林夕   | C.Y.Kong                           | Alvin Leong      |                |
| 6    | 膠椅             | 馮翰銘                     | 梁柏堅 | 馮翰銘                             | 馮翰銘           |                |
| 7    | Because of You   | Julian Chan                | 夏至   | Jim Ling @ Zoo Music & Julian Chan | 舒文 @ Zoo Music | 第二首派台歌   |
| 8    | LFX6.8           | Gen Neo                    | 梁柏堅 | Gen Neo                            | 舒文 @ Zoo Music |                |
| 9    | The One          | 韋景雲                     | 夏至   | 韋景雲                             | 韋景雲           |                |
| 10   | I'm Okay         | Kenix Cheang @ Private Zoo | 陳詠謙 | Kenix Cheang @ Private Zoo         | 舒文 @ Zoo Music |                |
| 11   | 頑石點頭（國語） | Christopher Chak           | 林夕   | Ted Lo                             | Alvin Leong      | OT：頑石（粵） |

## 所獲獎項
- 2012勁歌金曲優秀選第二回：得獎歌曲 - 《頑石》
- 2012勁歌金曲優秀選第二回：得獎歌曲 - 最受歡迎華語歌曲獎 - 《頑石點頭》
- 新城國語力頒獎禮2012：新城國語力歌曲 - 《頑石點頭》
- TVB8金曲榜頒獎典禮2012：金曲獎 - 《頑石點頭》
- TVB8金曲榜頒獎典禮2012：全球觀眾最愛粵語歌曲 - 《頑石》
- 新城勁爆頒獎禮2012：新城勁爆國語歌曲獎 - 《頑石點頭》
- 新城勁爆頒獎禮2012：新城勁爆原創歌曲 - 《頑石》
- 十大勁歌金曲頒獎典禮2012：最受歡迎華語歌曲獎銅獎 - 《頑石點頭》
- 十大勁歌金曲頒獎典禮2012：最佳填詞獎 - 林夕—《頑石》
- SINA Music樂壇民意指數頒獎禮2012：最高收聽率20大歌曲 - 《頑石》
- SINA Music樂壇民意指數頒獎禮2012：最高收視MV大獎 - 《頑石》
- IFPI香港唱片銷量大獎頒獎典禮2012：十大銷量廣東唱片
- 第十七屆全球華語榜中榜音樂大典頒獎典禮：榜中榜年度金曲獎 - 《頑石點頭》
- 第十三届全球華語歌曲排行榜頒獎典禮 ：年度二十大金曲 - 《頑石點頭》

## 銷售情況
- 專輯於8月17日正式推出發行後獲得雙白金的銷量成績，12月9日由香港唱片商會會長江國平先生頒發雙白金唱片[1]。
- 《YesAsia華語音樂銷售榜2012》專輯榜：排名第九（页面存档备份，存于）。

## 外部連結
- 英皇娛樂官網
- yesasia.com(CD+DVD+海報)（页面存档备份，存于）
- 豆瓣音樂『《Self Portrait》：最好的林峯』（页面存档备份，存于）

## 資料來源
1. ↑  . 成報. 2012年12月10日. （原始内容存档于2012年12月17日）.